# Hitra cesta H2
Hitra cesta H2 (tudi Hitra cesta skozi Maribor) je bila 1. januarja 2020 prekategorizirana in postala del regionalne ceste R2-430.
Cesta je 7,2 km dolga štiripasovnica, ki ob vzhodnem robu Maribora poteka od krožišča Pesnica na severni strani do priključka Maribor-vzhod na Ptujski cesti, kjer se naveže na obstoječo regionalno cesto R2-430.

## Zgodovina gradnje
Gradnja je potekala v več etapah med letoma 1979 in 2001, ko je bila celotna cesta tudi dokončana.
I. in II. etapa na odseku Maribor - vzhod dolžine 2,7 km je potekala med letoma 1978 in 1979 ter 1980 in 1985;
V sklopu I. in II. etape je bila zgrajena tudi cela vrsta drugih mestnih cest in ureditev, kar je bilo posledica tako imenovanega 10. letnega programa izgradnje cestnega omrežja v Mariboru in je bilo predmet sofinanciranja mesta in države.  V sklopu I. etape so bile zgrajene: 
- rekonstrukcija Tržaške ceste v štiripasovnico;
- rekonstrukcija Ptujske ceste v štiripasovnico;
- izgradnja Fochove ulice, Jadranske, Zagrebške, nove Ukrajinske, Poljske in Moskovske ceste;
- rekonstrukcijo Beloruske, Vodovodne, Janševe in Industrijske ceste;
- izgradnjo nadvoza za Ptujsko cesto in »tromostovja« za železnico in dve cesti;

vsega je bilo izvedenih 8,760 km ureditev cest, prestavljenih in zgrajenih vrsta komunalnih ureditev pri čemer je bila dolžina same hitre ceste le 1,0 km.
V sklopu II. etape pa so bile poleg 1,7 km hitre ceste skupaj z dvoetažnim mostom čez Dravo in pokritim vkopom, zgrajene še:
- rekonstrukcija Meljske, Nasipne, Prečne ceste, ceste OF, Osojnikove ulica, Pobreške, Oreško nabrežje, Šaranovičeve, ul. Kraljeviča Marka in druge ureditve;
- zgrajen je bil podhod Belokranjske;
- nadhod Muratove dolžine 39,3 m;
- nadvoz Prečne ulice (dolžina 49,25 m) in Meljske ceste dolžine 157 m
- nadvoz za železnico na Meljski cesti;

III. etapa na odseku od Pesnice - Maribora (Meljska cesta), dolžine 4,6 km je potekala med letoma 1987 in 1989;
2B etapa, 2,6 km dolg odsek v sklopu katere je bil zgrajen tudi del regionalne ceste R2-430 ceste skozi Maribor pa med letoma 2000 in 2001. 
S predajo prometu tega zadnjega odseka je bila dokončana celotna  povezava sever-jug skozi Maribor in je služila celotnemu prometu do izgradnje vzporednega avtocestnega odseka Pesnica-Slivnica. Sočasno s tem je bilo zgrajeno tudi krožišče Pesnica.

## Značilnosti
Cesta je v celotni dolžini zgrajena kot štiripasovna cesta z ločilnim pasom, ki je različnih širin, ter praviloma tudi z odstavnimi pasovi, ki so prilagojeni prostorskim možnostim in tehničnim rešitvam predvsem na objektih. Razlog je potek skozi strnjeno pozidavo. Na severnem delu od Pesnica do Meljske pa poteka najprej po zamočvirjeni dolini, prečka železniško progo Zidani most-Šentilj, ki poteka v predoru in se stisne na pobočje Meljskega hriba ob železniško progo in cesto.  
Na tej cesti skozi Maribor je več premostitvenih objektov:
- viadukt Košaki desni 61 m, levi 61 m
- pokriti vkop Maribor desni 248 m, levi 258 m
- dvoetažni most čez Dravo dolžine 341 m
- štirje podvozi
- pet nadvozov
- nadvoz za železniško progo

Ker poteka po geotehnično zahtevnem območju Meljskega hriba, je bilo na trasi zgrajenih tudi 19 opornih in podpornih konstrukcij, med njimi 5 pilotnih sten.
Cesta ima na delih, kjer ni vkopana v celoti, tudi protihrupno zaščito.
Prekategorizirani del regionalne ceste ostaja v upravljanju in vzdrževanju DARS d. d.